# Indrag (text)
| Indrag |
| --- |
| Tidningstext (spansk dagstidning från 1927) med indrag. - Olika ord: Indrag eller indentering - Betydelse: Blankt utrymme först i en textrad. - Användning: För att särskilja stycken i löptext eller deltagare i löpande diskussion. Visar kodens hierarki inom datorprogrammering. - Varianter: Indrag på rad ett i tryckt bok-/tidningstext, på hela stycket i datortext. |

Indrag (ibland indentering efter engelskans indentation) är ett blankt utrymme i början av en textrad. Det är ett vanligt sätt att markera nytt stycke. Även citat och textstycken som ska framhävas kan ha indrag, men då är det indrag på alla rader.

## Användning
Indrag används inom olika typer av maskinskriven eller tryckt text. Det gäller maskinsatt text för bok- eller tidningsproduktion, likväl som annan text skapade på skrivmaskin. Inom typografi anses också att sista ordet i ett textstycke inte får vara kortare än indraget på nästa stycke; i så fall har stycken inte längre någon "kontakt" med varandra.
Ordet indrag förekom i svensk skrift för första gången 1853.

### Datorprogrammering
Inom programmering används indentering för att gruppera koden och skapa "stycken" som avskiljer koden i logiska block, men framförallt visa hur kodens strukturer förhåller sig till varandra hierarkiskt. På det viset kan programmeraren läsa koden lättare och hitta fel.

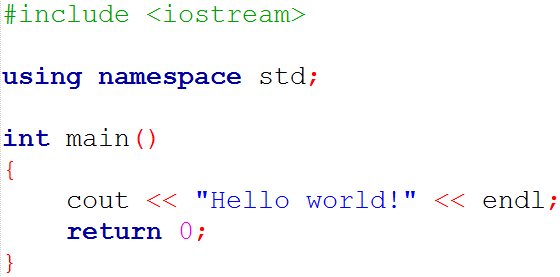
Ett kort program skrivet i C++ där innehållet i funktionen main har indrag.

I textredigerare avsedda för programmering dras ofta koden in automatiskt; när indraget skiljer sig från det förväntade betyder det ofta att programmeraren glömt ett skiljetecken eller skrivit ett nyckelord fel. Kompilatorer ignorerar oftast indraget.

### Datorskriven text
Bland annat på grund av ovanstående är indrag inte lika vanligt förekommande hos publicerad text i samband på Internet. Istället formateras istället oftast med en tomrad för att markera det nya stycket.
I löpande diskussioner via e-post eller på webben är dock indrag på hela stycket vanligt. När svarar på ett e-brev är ofta den returnerade ursprungstexten formaterad med styckeindrag (ovan eller under mejlsvaret). Även kommentarsfält till publicerade texter formaterar ofta de olika svaren med stigande styckeindrag. Samma metod fast manuellt (där indrag skapas genom ett inlagt kolon först på raden) görs i diskussioner på Wikipedia och många andra wikier.